# Artur Kostecki
Artur Kostecki (ur. 3 lutego 1978 w Gdańsku) – polski hokeista.

## Życiorys
Syn Marka hokeisty i prezesa Stoczniowca Gdańsk.
Od 1998 do 2011 grał w seniorskiej drużynie Stoczniowca.
Wystąpił w reprezentacji Polski na Uniwersjadzie 2001 w Zakopanem.
Trener drużyny hokejowej dziewcząt GKS Stoczniowca Gdańsk.